# 남쪽 사람
남쪽 사람(The Southerner)은 미국에서 제작된 장 르누아르 감독의 1945년 드라마 영화이다. 자카리 스콧 등이 주연으로 출연하였고 로버트 하킴 등이 제작에 참여하였다.

## 출연

### 주연
- 자카리 스콧
- 베티 필드

### 조연
- J. 캐롤 나이쉬
- 벨루아 본디
- 퍼시 킬브라이드
- 찰스 켐퍼
- 블랑쉬 유르카
- 노먼 로이드
- 에스텔 테일러
- 폴 하비
- 노린 내쉬
- 네스토 파이바
- 폴 E. 번즈
- 도로시 그레인저
- 얼 호드긴스
- 엘미라 시시온스

## 제작진
- 협력프로듀서: 사무엘 라이너
- 미술: 유진 로리